# 이근행 (연출가)
이근행(李近行, 1966년 10월 24일 ~ )은 대한민국의 연출가, 언론인이자 방송제작자이다.
1991년 MBC에 시사교양 PD로 입사하여 주로 시사교양프로그램을 제작하었다. <인간시대> 조연출을 시작으로,  <경찰청 사람들>, <성공시대>, <PD수첩>, <휴먼다큐 사랑>, <MBC 스페셜> 등을 연출했다. 
2009년 전국언론노동조합 MBC본부장으로 선출되었으며, 이명박 정부의 언론장악에 맞서 싸웠다. 엄기영 사장이 쫓겨나고 김재철 사장이 낙하산으로 투입되자 39일간의 총파업투쟁을 이끌었으며 그로 인해 2010년 6월 7일 해고됐다.  
해직 기간 동안 박중석, 노종면, 김용진 등과 독립언론 <뉴스타파>를 만들어 초대 대표 및 프로듀서로 활동했다. <뉴스타파> 초기 2년간 조직을 이끌며 재정적 인적 기반을 탄탄히 다졌다.  
2017년 촛불혁명 이후 MBC가 정상화되면서 새로 취임한 최승호 사장 시절 시사교양본부장에 보임되어 일했다. 이명박 박근혜정부 시절에 붕괴된 <PD수첩> 등을 되살리고 새로운 프로그램을 런칭하여 MBC 신뢰도가 급격히 회복되는데 크게 기여했다. 
이후 박성제 사장시기에 콘텐츠전략본부장을 맡아 편성 광고 등을 총괄하는 시청경쟁력을 높이고 광고매출의 증대를 이끌어 냈다. 이 시기 MBC는 지상파 방송평가 1위에 랭크됐으며, 수년간의 적자에서 탈출해 대규모 영업이익을 실현했다. 
방송제작자 및 언론인으로서 다양한 수상경격을 갖고 있다.
방송위원회 대상(조선통신사,1993),이달의 좋은프로그램상(천황의 나라,2005),이달의 좋은프로램상(리더십,2006),2008 좋은 프로그램상(휴먼다큐 사랑),2011년 PD대상 공로상,제7회 언론인권상,제24회 안종필자유언론상,제11회 송건호언론상 등이다.
현재 MBC 심의팀 심의위원으로 재직중이다.

## 학력
- 광주서석고등학교
- 서울대학교 교육학과 학사
- 성균관대학교 언론정보대학원 석사

## 경력
- 1991년 5월 : MBC 프로듀서
- 2009년 3월 ~ 2011년 2월 : 전국언론노동조합 MBC본부 위원장
- 2010년 6월  방송독립을 위한 파업투쟁 후 당시 MBC 사장이던 김재철에 의해 해고
- 2011년 12월 독립언론 뉴스타파를 노종면 박중석 변상욱 김용진 등과 함께 언론노조 프로젝트로 시작했으며 초대대표를 맡음.
- 2014년 3월 MBC 복귀 후 비제작부서인 DMB송출 파트 등 통칭 '유배지'로 발령
- 2017년 12월 ~ 2020년 2월: MBC 시사교양본부장
- 2020년 3월 ~ 2023년2월: MBC 콘텐츠전략본부장

## 연출 프로그램
- 1998년 경찰청 사람들
- 2000년 뉴스&정보 피자의 아침
- 2001년 성공시대
- 2001년 PD수첩
- 2002년 모닝스페셜
- 2005년 MBC 스페셜 천황의 나라 일본
- 2005년 생방송 화제집중
- 2005년 MBC 스페셜
- 2008년 휴먼다큐 사랑 - 늦둥이 대작전
- 2008년 휴먼다큐 사랑 - 우리 신비